# 拓跋弗
拓跋弗（？—294年），中國西晉時期索頭部鮮卑族領袖，293年至294年在位，是南北朝時期北魏皇帝的先祖。其父為拓跋沙漠汗，前任首領拓跋綽是其叔父。
293年，因拓跋綽去世而繼位。《魏書·序記》載其「聰哲有大度，為諸父兄所重。政崇寬簡，百姓懷服。」294年去世，其另一叔父拓跋祿官繼立。
子拓跋郁律，后也成为首领。
北魏道武帝拓跋珪稱帝時，將其追諡為思皇帝。
| 前任： 叔·平帝拓跋綽 | 北魏追尊先祖 索頭部鮮卑首領 293-294 | 繼任： 叔·昭帝拓跋祿官 |